# Mauri Wasi
Mauri Wasi (Auckland, 6 settembre 1982) è un calciatore papuano, attaccante del Birkenhead United.

## Carriera

### Club
Ha giocato nella massima serie papuana e australiana.

### Nazionale
Con la Nazionale papuana ha esordito nel 2003.